# Kecamatan Baradatu
Kecamatan Baradatu är ett distrikt i Indonesien.   Det ligger i provinsen Lampung, i den västra delen av landet, 290 km nordväst om huvudstaden Jakarta.